# Saint-Cornier-des-Landes
Saint-Cornier-des-Landes is een voormalige gemeente in het Franse departement Orne in de regio Normandië en telt 688 inwoners (2004). De plaats maakt deel uit van het arrondissement Argentan.

## Geschiedenis
Tot 1 januari 2015 was Saint-Cornier-des-Landes een zelfstandige gemeente. Op die datum werd het met Beauchêne, Frênes, Larchamp, Saint-Jean-des-Bois, Tinchebray en Yvrandes samengevoegd tot de fusiegemeente Tinchebray-Bocage.

## Geografie
De oppervlakte van Saint-Cornier-des-Landes bedraagt 11,9 km², de bevolkingsdichtheid is 57,8 inwoners per km².
De onderstaande kaart toont de ligging van Saint-Cornier-des-Landes met de belangrijkste infrastructuur en aangrenzende gemeenten.

## Demografie
Onderstaande figuur toont het verloop van het inwonertal (bron: INSEE-tellingen).
Beauchêne · Frênes · Larchamp · Saint-Cornier-des-Landes · Saint-Jean-des-Bois · Tinchebray · Yvrandes